# SC-03E
docomo NEXT series GALAXY S III α SC-03E（ドコモ ネクストシリーズ ギャラクシー エス スリー アルファ エスシーゼロサンイー）は、韓国のサムスン電子によって開発された、NTTドコモの第3.9世代移動通信システム（Xi）と第3世代移動通信システム（FOMA）のデュアルモード端末である。docomo NEXT seriesのひとつ。メーカー型番はSGH-N035で、コードネームはGravityQuadである。

## 概要
SC-06Dのマイナーチェンジモデルで、新たにサムスン自社製クアッドコアCPU「Exynos 4 Quad」を搭載している他、Xiの通信速度が下り最大100Mbps・上り最大37.5Mbpsへとスピードアップしている。それ以外の基本的な性能はSC-06Dとほぼ同等である。
バッテリー容量は2,100mAhでSC-06Dと同じだが、省電力クアッドコアCPUの搭載により、LTEの待受時間がSC-06Dの約1.6倍に向上している。
OSはAndroid 4.1を搭載。
一画面で2つのアプリを同時に立ち上げて操作ができる「マルチウィンドウ」やスマートフォン初心者でも使いやすいホーム画面「かんたんモード」、あらかじめ指定した時間帯にメールやSNS更新通知等の各種機能を無効にできる「ブロックモード」、顔と端末の向きを確認して画面の自動回転を無効にする「スマートローテーション」を新たに搭載している。
カラーラインナップは黒とグレーの2色。青と白という爽やかな色合いのSC-06Dから一転、重厚で高級感のある佇まいとなった。
iFデザイン賞受賞作。

## 主な機能
| 主な対応サービス                                 | 主な対応サービス                         | 主な対応サービス                       | 主な対応サービス                                            |
| ------------------------------------------------ | ---------------------------------------- | -------------------------------------- | ----------------------------------------------------------- |
| タッチパネル／加速度センサー                     | Xi／FOMAハイスピード                     | Bluetooth                              | DCMX／おサイフケータイ／NFC／かざしてリンク／赤外線／トルカ |
| ワンセグ／モバキャス                             | メロディコール                           | テザリング                             | WiFi IEEE802.11a/b/g/n                                      |
| GPS                                              | ドコモメール／電話帳バックアップ         | デコメール／デコメ絵文字／デコメアニメ | iチャネル                                                   |
| エリアメール／ソフトウェアーアップデート自動更新 | デジタルオーディオプレーヤー(WMA)(MP3他) | GSM／3Gローミング（WORLD WING）        | フルブラウザ／Flash Player                                  |
| Google Play／dメニュー／dマーケット              | Gmail／Google Talk／YouTube／Picasa      | バーコードリーダ／名刺リーダ           | ドコモ地図ナビ／Google Maps／ストリートビュー               |

## 歴史
- 2012年10月11日 - NTTドコモより発表。
- 2012年11月28日 - 事前予約開始。
- 2012年12月5日 - 発売開始[6]。
- 2014年4月17日 - Android 4.3へアップデート開始。

## 不具合
2013年2月28日のアップデート
- 連絡先アプリの右側インデックスにて、「た」行と「な」行が正しく表示されない。
- ソフトウェア更新が正常に完了しない場合がある。

2013年6月24日のアップデート
- ブラウザアプリの検索画面にて、カーソルが消え文字入力ができない場合がある。
- 「Google設定」アプリの追加。

2013年10月28日のアップデート
- 不在着信がないにも係わらず、「ダイヤル」アプリのアイコン上に不在着信数が表示される場合がある不具合を修正。
- 「緊急通報」画面に選択表示される緊急通報番号（110番、119番、118番）の削除。
- ビルド番号がJRO03C.SC03EOMALK5、JRO03C.SC03EOMAMA6、JRO03C.SC03EOMAMB1、JRO03C.SC03EOMAMC3、JR003C.SC03EOMAMF1のいずれかからJR003C.SC03EOMAMJ4になる。

2014年4月17日のアップデート（OSバージョンアップ）
- Android 4.3における共通の変更点
  - Bluetooth Smartに対応。
- 機能バージョンアップ
  - [docomo ID」認証の本格導入対応
    - 端末にdocomo IDを設定することが可能。docomo IDを端末に設定することで、対応するサービスアプリ[9]でのdocomo ID入力が不要になる。
    - Wi-Fiオプションパスワードがdocomo IDに統合[10]

  - 端末を紛失した際などに、パソコン（My docomo）から回線を指定して、遠隔操作で端末初期化およびSDカードのデータを消去できるサービス「遠隔初期化」に対応
  - 新「ドコモバックアップアプリ」の提供開始
    - SDカードバックアップ対応項目のうち、音楽、ブックマーク、通話履歴、ユーザ辞書について、データ保管BOXへのアップロードが可能となる。
- 本機独自機能の追加
  - カメラの撮影モードに写真の撮影モードに写真を撮影しながら、音声や周囲の音を録音できる「サウンド＆ショット」を追加。
  - GALAXY Gear（SM-V700）へ対応。
  - 対応機種をWi-Fiテザリング機能でダイレクトに接続し、つながった機種間で動画や音楽、写真、ゲームなどを共有して楽しめる「グループプレイ」に対応。
  - 他のスマートフォンからGALAXYにデータを簡単に移行できる「Smart Switch」に対応。
  - ホーム画面をはじめ通話アプリなどをシンプルでわかりやすい表示する「TouchWizかんたんモード」が利用可能に。
  - 災害時など、緊急時すぐに充電することができない状況において、待受状態を少しでも長持ちさせるために、通常時と比較して電池の消費量を最大約40%低減することができる「緊急時長持ちモード」に対応。
  - 子どもの誤操作を防ぐために、データ通信や電話の発信などを防止する「通信制限モード」に対応。
  - 設定メニューより安全サポートをONにすると、緊急時に音量アップキーとダウンキーを3秒間押し続けることで、周囲に危険を知らせるサイレン音を鳴らすと同時に、あらかじめ設定した緊急メッセージを緊急連絡先通知する「緊急ブザー」に対応。
  - 1つのキーに、日本語・英語・数字の8つのフリック入力文字を配置し、入力モードの切り替えなしでスムーズな文字入力が可能となった「8フリック文字入力」に対応。
- 不具合修正
  - ワンセグにて録画したコンテンツを再生中、まれに正しく再生されない場合がある不具合を修正する。
- ビルド番号がJR003C.SC03EOMALK5、JRO03C.SC03EOMAMA6、JRO03C.SC03EOMAMB1、JRO03C.SC03EOMAMC3、JRO03C.SC03EOMAMF1、JRO03C.SC03EOMAMJ4からJSS15J.SC03EOMUBND2になる。

2014年8月28日のアップデート
- デュアル時計ウィジェットにおいて、都市設定が正しく反映されない場合がある不具合を修正。
- ビルド番号がJR003C.SC03EOMALK5、JRO03C.SC03EOMAMA6、JRO03C.SC03EOMAMB1、JRO03C.SC03EOMAMC3、JRO03C.SC03EOMAMF1、JRO03C.SC03EOMAMJ4、JSS15J.SC03EOMUBND2からJSS15J.SC03EOMUBNH2になる。

2014年12月17日のアップデート
- スリープモードの解除後、Wi-Fi接続が復帰されない場合がある不具合を修正する。
- ビルド番号がJR003C.SC03EOMALK5、JRO03C.SC03EOMAMA6、JRO03C.SC03EOMAMB1、JRO03C.SC03EOMAMC3、JRO03C.SC03EOMAMF1、JRO03C.SC03EOMAMJ4、JSS15J.SC03EOMUBND2、JSS15J.SC03EOMUBNH2からJSS15J.SC03EOMUBNK2になる。

2015年1月8日のアップデート
- 「YouTube」アプリで動画が再生できない不具合を修正。
- ビルド番号がJR003C.SC03EOMALK5、JRO03C.SC03EOMAMA6、JRO03C.SC03EOMAMB1、JRO03C.SC03EOMAMC3、JRO03C.SC03EOMAMF1、JRO03C.SC03EOMAMJ4、JSS15J.SC03EOMUBND2、JSS15J.SC03EOMUBNH2、JSS15J.SC03EOMUBNK2からJSS15J.SC03EOMUBNL1になる。

2015年8月17日のアップデート
- Sプランナーのカレンダーで祝日が正常に表示されない場合がある。
- ビルド番号：JSS15J.SC03EOMUBOG5